# 最宝寺

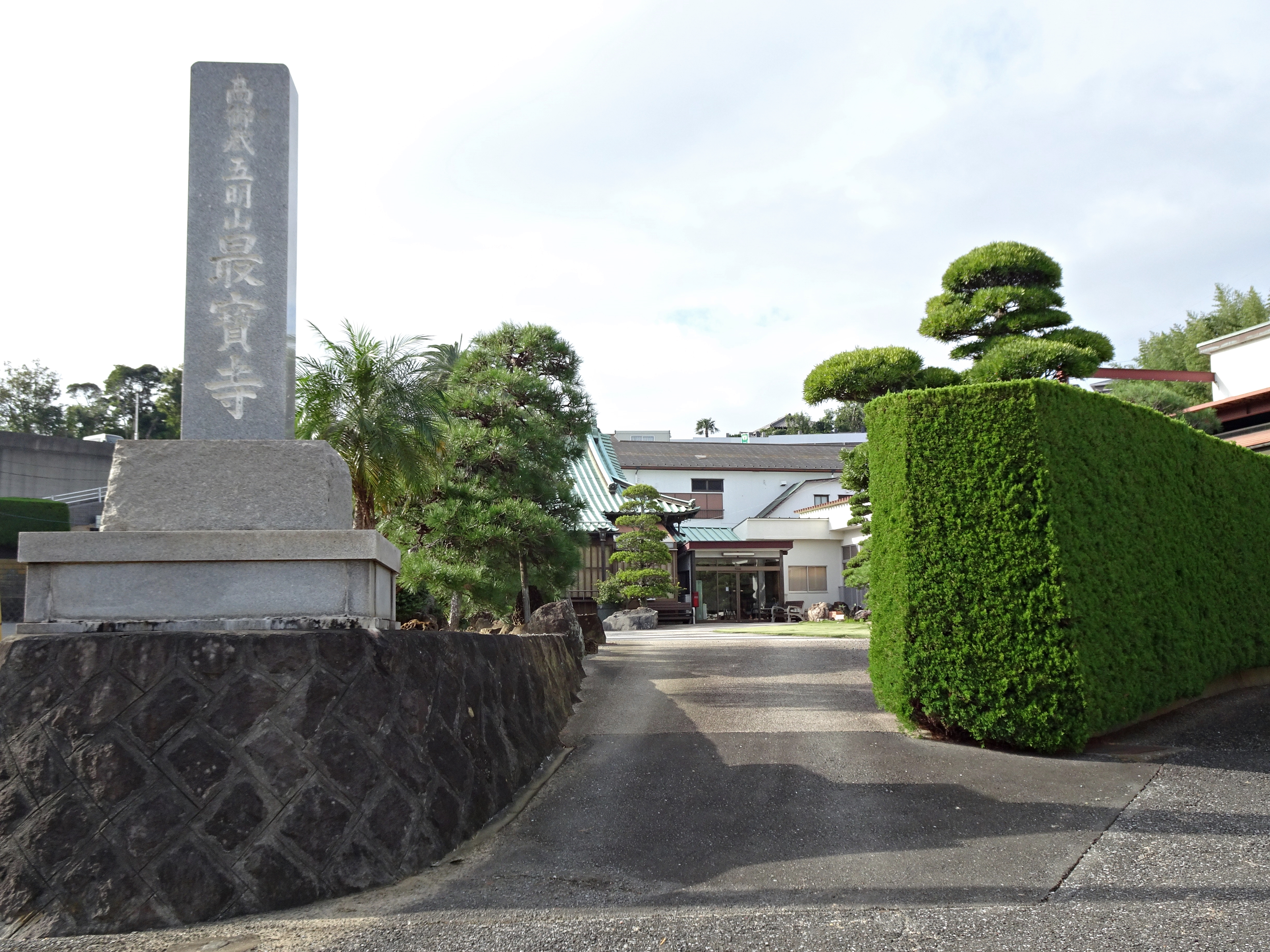
最宝寺山門

最宝寺（さいほうじ）は、神奈川県横須賀市にある浄土真宗本願寺派の寺院。

## 歴史
1195年（建久6年）、源頼朝の開基である。開山の明光は頼朝の従兄でもある。当初は天台宗の寺で本尊も薬師如来であったが、明光は親鸞の弟子となり浄土真宗に改宗、寺も浄土真宗となり、本尊も阿弥陀如来となった。
元々は鎌倉の光明寺の付近に位置していたが、1333年（元弘3年）、新田義貞の鎌倉侵攻の際に焼失した。その後諸説あるが、室町時代の間に現在地に移転した。
天台宗時代の本尊だった薬師如来は、「天拝高御蔵薬師」と呼ばれ、もともと平安京の高御座にあったものである。1190年（建久元年）の頼朝の上洛時に拝領したものといわれている。もっとも、高御座とは関係ないという説もある。

## 文化財
- 木造薬師如来坐像（神奈川県指定重要文化財 昭和41年7月19日指定）[2]
- 最寶寺中世文書（横須賀市指定重要有形文化財 平成17年12月26日指定）[3]

## 交通アクセス
- YRP野比駅より徒歩20分。